# Фантастические твари: Тайны Дамблдора
«Фантасти́ческие тва́ри: Та́йны Да́мблдора» (англ. Fantastic Beasts: The Secrets of Dumbledore) — британо-американский фэнтезийный фильм режиссёра Дэвида Йейтса по сценарию Джоан Роулинг и Стива Кловиса. Один из приквелов-спин-оффов серии фильмов о Гарри Поттере. Главную роль в фильме, как и в предыдущих частях серии, сыграл Эдди Редмэйн. Джонни Деппа, исполнителя роли Грин-де-Вальда, заменили на Мадса Миккельсена.
Премьера состоялась в Лондоне 29 марта 2022 года, а в прокат картина вышла в апреле. Она получила противоречивые отзывы критиков и собрала около $405 млн при бюджете в $200 млн, став наименее кассовым фильмом франшизы.

## Сюжет
Альбус Дамблдор и Геллерт Грин-де-Вальд ненадолго встречаются в магловской чайной, где вспоминают о своей юношеской близости. Грин-де-Вальд клянется уничтожить мир маглов, но Дамблдор осуждает этот план как безумие, говоря, что когда-то он поддерживал его только потому, что был молод и глуп.
В Гуйлине, Китай, Ньют Саламандер помогает родить цилиню — волшебному существу, способному заглядывать не только в душу, но и в будущее. Помощники Грин-де-Вальда во главе с Криденсом нападают и убивают мать, а затем похищают новорожденного. Грин-де-Вальд убивает существо, намереваясь использовать его способность к предвидению. Но оказалось, что у самки цилиня родились близнецы, младшего из которых спас Ньют.
Неспособный сразиться с Грин-де-Вальдом из-за данной ими в юности непреложной клятвы, Альбус Дамблдор призывает Ньюта, брата Ньюта Тесеуса, учительницу заклинаний школы Ильверморни Лалли Хикс, сенегальско-французского волшебника Юсуфа Каму, американского не-мага Якоба Ковальски и помощницу Ньюта Банти, чтобы сорвать план Грин-де-Вальда по установлению мирового господства. Они отправляются в Берлин, где Юсуфа внедряют в качестве шпиона в ближайшее окружение Грин-де-Вальда. Тот заставил новообращенную Куинни Голдштейн использовать легилименцию, чтобы проверить надежность Юсуфа. Международная конфедерация волшебников (МКВ) оправдывает Грин-де-Вальда по всем предыдущим уголовным обвинениям, позволяя ему баллотироваться на выборах Верховного лидера МКВ, несмотря на попытки Дамблдора убедить нынешнего лидера Антона Фогеля в обратном.
Тем временем приспешники Грин-де-Вальда, которые подчинили себе Министерство магии Германии, похищают Тесеуса и замышляют убийство Висенсии Сантос, наиболее популярного кандидата на приближающихся выборах. Дамблдор отправляет Ньюта в Эркстаг, секретную немецкую волшебную тюрьму, где содержится Тесеус. Лалли и Якоб успешно предотвращают убийство Сантос на парадном предвыборном ужине, но Якоба обвиняют в попытке убийства Грин-де-Вальда, который затем использует это как предлог для призыва к войне против маглов. Тем временем Криденс нападает на Альбуса Дамблдора, но терпит поражение. Дамблдор раскрывает Криденсу, что тот незаконнорожденный сын Аберфорта Дамблдора, брата Альбуса. Ньют при помощи своих верных волшебных помощников, нюхля и лукотруса, освобождает Тесеуса из ужасающего Эркстага и телепортируются в Хогвартс.
Лидеры волшебного мира собираются в Бутане на ритуал «Прогулка Цилиня», на котором Цилинь выберет достойного нового Верховного лидера. Используя некромантию, Грин-де-Вальд оживляет убитого им Цилиня и, узнав, что Дамблдор и Ньют намерены привести выжившего близнеца на ритуал, даёт Криденсу последний шанс искупить вину за неудачу с Дамблдором: он должен уничтожить живого Цилиня. Чтобы помешать Грин-де-Вальду и его приспешникам, каждый из соратников Дамблдора получает такой же чемодан, как у Ньюта, но только в одном из них находится Цилинь.
Соратники Дамблдора прибывают в Бутан и по одиночке сражаются с приспешниками Грин-де-Вальда, которые постепенно овладевают одним чемоданом за другим. Куинни отрекается от Грин-де-Вальда, встретив Якоба, но их обоих, также как Ньюта, Тесеуса и Лалли, захватывают верные Грин-де-Вальду маги. Мёртвый Цилинь выбирает Грин-де-Вальда во время церемонии выбора Верховного лидера. Он немедленно объявляет войну всем магглам и пытает Якоба заклятием Круциатус, которое снимает Висенсия Сантос. Криденс и Ньют разоблачают Грин-де-Вальда. Появляется Банти, у которой и был чемодан с выжившим Цилинем. Цилинь кланяется Дамблдору, предлагая ему стать Верховным лидером всех магов. Дамблдор благодарит за оказанную честь, но отказывается, уверяя, что непременно есть и другой, не менее достойный кандидат. Цилинь выбирает Висенсию Сантос. Разъярённый Грин-де-Вальд пытается убить Криденса, которого одновременно защищают Аберфорт и Альбус. Сталкивающиеся заклинания Дамблдора и Грин-де-Вальда разрушают клятву на крови. Их последующая битва заходит в тупик, и Грин-де-Вальд трансгрессирует, на прощание предсказав Дамблдору, что никто никогда его не полюбит.
Аберфорт принимает раненого Криденса как своего сына и забирает его домой. Якоб и Куинни женятся в пекарне Якоба в присутствии других героев, в том числе Тины Голдштейн. Ньют замечает Дамблдора, наблюдающего за ним с другой стороны улицы. Дамблдор благодарит Ньюта и одиноко уходит по пустынному городу.

## В ролях
| Актёр              | Роль                                |
| ------------------ | ----------------------------------- |
| Эдди Редмэйн       | Ньют Саламандер                     |
| Джуд Лоу           | Альбус Дамблдор                     |
| Кэтрин Уотерстон   | Порпентина (Тина) Гольдштейн        |
| Дэн Фоглер         | Якоб Ковальски                      |
| Элисон Судол       | Куинни Гольдштейн                   |
| Эзра Миллер        | Криденс Бэрбоун / Аурелиус Дамблдор |
| Мадс Миккельсен    | Геллерт Грин-де-Вальд               |
| Каллум Тёрнер      | Тесеус Саламандер                   |
| Джессика Уильямс   | Юлали Хикс                          |
| Поппи Корби-Туч    | Винда Розье                         |
| Уильям Надилам     | Юсуф Кама                           |
| Виктория Йейтс     | Банти                               |
| Ричард Койл        | Аберфорт Дамблдор                   |
| Александр Кузнецов | Хельмут                             |

## Производство
О том, что «Фантастические твари» станут кинотрилогией, стало известно в октябре 2014 года. В июле 2016 года Дэвид Йейтс подтвердил, что у Джоан Роулинг уже есть идеи для третьего фильма. Роулинг сама написала сценарий совместно со Стивом Кловисом (работа была завершена к ноябрю 2019 года). Редмэйн, Джуд Лоу, Эзра Миллер, Элисон Судол, Дэн Фоглер, Каллум Тернер, Кэтрин Уотерстон и Джессика Уильямс получили свои роли из предыдущих фильмов. Джонни Депп не получил роль тёмного волшебника Грин-де-Вальда из-за того, что британский судья отверг обвинения в диффамации, выдвинутые актёром против британской газеты The Sun, тем самым подтвердив репутацию Деппа как домашнего насильника в его супружеских отношениях с актрисой Эмбер Херд; несмотря на минимальное участие, принятое Деппом в съёмках к этому времени (5 ноября 2020 года), по условиям контракта он получил от студии полную сумму гонорара. Заменил Деппа Мадс Миккельсен.
Премьера фильма изначально была запланирована на 21 ноября 2021 года. Однако 16 марта 2020 года съёмки были приостановлены из-за пандемии COVID-19 и возобновились только в сентябре с соблюдением всех мер предосторожности. Они закончились в феврале 2021 года.
Из-за перерывов в съёмках и необходимости замены Джонни Деппа другим актёром премьера фильма была перенесена на 15 июля 2022 года. В сентябре 2021 стала известна новая дата премьеры — 15 апреля 2022 года.

## Восприятие
В прокате «Тайны Дамблдора» собрали всего 407 млн долларов. На сайте-агрегаторе отзывов Rotten Tomatoes они получили рейтинг 46 % со средней оценкой 5,4 из 10. Критики сайта констатировали, что картине «не хватает большей части магии, которая привлекала зрителей в „Волшебный мир“ много фильмов назад». На сайте Metacritic «Тайны Дамблдора» получили средневзвешенную оценку 47 из 100, указывающую на «смешанные или средние отзывы»; это самая низкая оценка в истории франшизы.
Обозреватель «Мира фантастики» констатировал, что мир «Фантастических тварей» стал слишком взрослым и тусклым, сами «твари» вместе с Ньютом Саламандером не играют заметной роли в сюжете, а сценарист вместо того, чтобы развивать старых персонажей, добавляет новых, усиливая общую калейдоскопичность. Основными чертами картины он назвал «рваный сценарий, блёклость, формализм и скуку».
Для обозревателя Фильм.ру очередные «Фантастические твари» стали из-за проблем с сюжетом «провалившейся попыткой Warner Bros. вернуть к жизни лошадь, которая сдохла». Рецензент констатирует, что Миккельсен играет заметно лучше Деппа, но даже это не спасает картину. Обозреватель «Афиши» заявил о «топорной и сугубо циничной эксплуатации отработанной франшизы», выполненной с «невероятной ленью и небрежностью»: сюжет полон клише, саундтрек агрессивен и банален, Лоу и Миккельсен демонстрируют плохую игру.

## Будущее
Изначально предполагалось, что серия фильмов «Фантастические твари» будет трилогией, но в октябре 2016 года Роулинг объявила, что серия будет состоять из пяти фильмов, позже подтверждая, что сюжет серии будет состоять из последовательности событий, произошедших между 1926 и 1945 годами. В феврале 2022 года продюсер Дэвид Хейман сообщил, что работа над сценарием для четвёртого фильма ещё не началась. В апреле 2022 года Variety сообщил, что, даст ли Warner Bros. зелёный свет для последних двух фильмов, будет зависеть от результатов «Тайн Дамблдора». Миккельсен считал, что Депп может вернуться к роли Грин-де-Вальда в другом фильме.
В ноябре 2022 года Variety сообщил, что Warner Bros. Discovery не планировала активно продолжать серию «Фантастические твари» или разрабатывать дальнейшие фильмы во вселенной «Wizarding World». В октябре 2023 года Йейтс прокомментировал, что серия была «припаркована», а также раскрыл, что идея о том, что это будет серия из пяти фильмов, была «сюрпризом» после того, как многие изначально взяли на себя обязательство снять только один фильм. В октябре 2024 года Редмэйн заявил, что «Тайны Дамблдора», скорее всего, станут последним фильмом «Фантастические твари», указывая на Universal Orlando Resort во Флориде в качестве следующего места, где будет представлен Ньют. В том же месяце Лоу также заявил, что не предвидел будущих фильмов, сославшись на то, что Warner Bros. занята сериалом-перезапуском «Гарри Поттер».